# 헤센 방백국
헤센 방백국(독일어: Landgrafschaft Hessen)은 신성 로마 제국의 공국이었다. 1264년부터 1567년까지 하나의 독립체로 존재하다가 헤센 백작 필립 1세의 아들들에게 분할되었다.

## 역사
초기 중세의 헤센가우 지역은 게르만 부족 카티족들의 이름이 붙은 것이며, 인접한 란가우와 함께 프랑켄 공국의 북쪽 지역을 형성했다. 공국의 콘라트 가문이 단절되면서, 라인프랑켄의 백작령들을 튀링겐 방백 루트비히 1세와 그의 후임자들이 점차 획득했다.
1247년 튀링겐 방백 하인리히 라스페의 죽음에 따른 튀링겐 계승 전쟁 이후, 그의 조카딸 브라반트 공작부인 소피는 그녀의 아들 하인리히를 위한 헤센 영토를 확보했다. 1246년 그는 첫 헤센 방백 및 헤센 가문의 시조가 되었다. 튀링겐 방백국의 나머지 영토는 베틴 가문의 마이센 후작 하인리히 3세의 손에 떨어졌다. 하인리히는 1292년 독일의 왕 아돌프에 의해 후작 작위로 올라갔다.
1308년에서 1311년, 그리고 다시 1458년부터 헤센 방백국은 상 헤센과 하 헤센으로 나뉘었다. 헤센은 1500년 빌헬름 2세 통치하에서 다시 하나가 되었다. 방백국은 1526년의 홈베르크 회의 이후에 개신교를 포용하고 한 발 더 나아가 개신교 제후들을 보호하고 가톨릭교회 황제 카를 5세의 권력에 맞서 동맹을 조직한 그의 아들 필립 1세 통치하에서 중요성이 커졌다. 1567년 필립 1세가 사망한 후, 헤센은 그의 첫 번째 혼인에서 태어난 아들들 사이에 나뉘며, 중요성이 결정적으로 약화되었다.
새롭게 생긴 헤센 영토들은 다음과 같다:
- 헤센카셀 (1803년부터는 헤센 선제후국이 되었다가, 1866년 프로이센에 헤센나사우 현으로 합병되었다) - 빌헬름 4세;
- 헤센마르부르크 (1604년에 가계가 단절되어, 헤센카셀과 헤센다름슈타트에 합병되었다) - 루트비히 4세;
- 헤센라인펠스 (1583년에 가계가 단절되어, 헤센카셀에 합병되었다) - 필립 2세;
- 헤센다름슈타트 방백국 (1806년부터는 헤센 대공국으로 알려졌고 1918년부터는 헤센 인민주로 알려졌다. 1968년 가계가 단절되었다.) - 게오르크 1세

헤센 영토들은 1945년 독일의 연합군 군정기의 일부인 대헤센 (비록 라인헤센은 제외)이 형성될 때까지 다시 하나로 합쳐지지 않았다.

## 같이 보기
- 헤센의 통치자 목록